# Fernando Manzaneque
Fernando Manzaneque Sánchez (* 4. Februar 1934 in Campo de Criptana; † 5. Juni 2004 in Alcázar de San Juan) war ein spanischer Radrennfahrer und Sportlicher Leiter.

## Sportliche Laufbahn
Von 1954 bis 1956 startete er als Unabhängiger. Danach war er von 1957 bis 1968 als Berufsfahrer aktiv. 
1954 trat er mit einem Etappenerfolg in der Volta a la Comunitat Valenciana in Erscheinung, 1955 folgte ein Etappensieg in der Vuelta a Andalucía. Tageserfolge konnte er in weiteren Etappenrennen erzielen. In der Tour de France gewann er 1960, 1963 und 1967 Etappen, in der Vuelta a España war er 1959, 1960 und 1965 auf Tagesabschnitten siegreich. Dazu kamen etliche Etappensiege in der Vuelta Asturias, im Gran Premio Torrelavega, in der Marokko-Rundfahrt, in der Katalonien-Rundfahrt, in der Baskenland-Rundfahrt, im Critérium du Dauphiné libéré, im Grand Prix Midi Libre und in der Tour du Sud-Est espagnol.
Gesamtsieger wurde er in den Etappenrennen Volta a la Comunitat Valenciana 1960 und 1962, sowie im Grand Prix Midi Libre 1963. In der Vuelta a España 1958 stand er beim Sieg von Jean Stablinski als Dritter auf dem Podium. 1965 wurde er Vierter und 1964 Sechster der Gesamtwertung. Seine beste Platzierung in der Tour de France war der 6. Platz 1961, als Jacques Anquetil Sieger wurde. 1959 wurde er Zweiter der Katalonien-Rundfahrt, 1972 Zweiter der Baskenland-Rundfahrt, 1963 Dritter im Critérium du Dauphiné libéré.
Auch in Eintagesrennen war er erfolgreich. Manzaneque gewann die Trofeo Jaumendreu 1963, sowie den Circuito de Getxo 1964. Insgesamt erreichte er als Profi mehr als 40 Siege.
An den Rennen der UCI-Straßen-Weltmeisterschaften nahm er siebenmal teil. Er kam 1960 auf den 23., 1964 auf den 8. und 1965 auf den 17. Platz. 1959, 1961, 1962 und 1963 schied er jeweils aus.

## Grand-Tour-Platzierungen
| Grand Tour            | 1955 | 1956 | 1957 | 1958 | 1959 | 1960 | 1961 | 1962 | 1963 | 1964 | 1965 | 1966 | 1967 | 1968 |
| --------------------- | ---- | ---- | ---- | ---- | ---- | ---- | ---- | ---- | ---- | ---- | ---- | ---- | ---- | ---- |
| Vuelta a EspañaVuelta | 57   | –    | DNF  | 3    | 25   | 6    | 7    | 8    | 13   | 6    | 4    | –    | 18   | 21   |
| Giro d’ItaliaGiro     | –    | –    | –    | –    | –    | –    | –    | –    | –    | –    | –    | –    | –    | –    |
| Tour de FranceTour    |      | –    | –    | 20   | 14   | 11   | 6    | –    | 12   | 12   | 28   | –    | 10   | –    |

## Berufliches
Manzaneque war nach seiner aktiven Laufbahn Sportlicher Leiter in spanischen Radsportteams. 1979 gründete er das Manzaneque-Team Atun-CR, das unter verschiedenen Namen einige Jahre bestand.

## Familiäres
Sein Bruder Jesús Manzaneque war ebenfalls Radprofi.